# Règlement 17

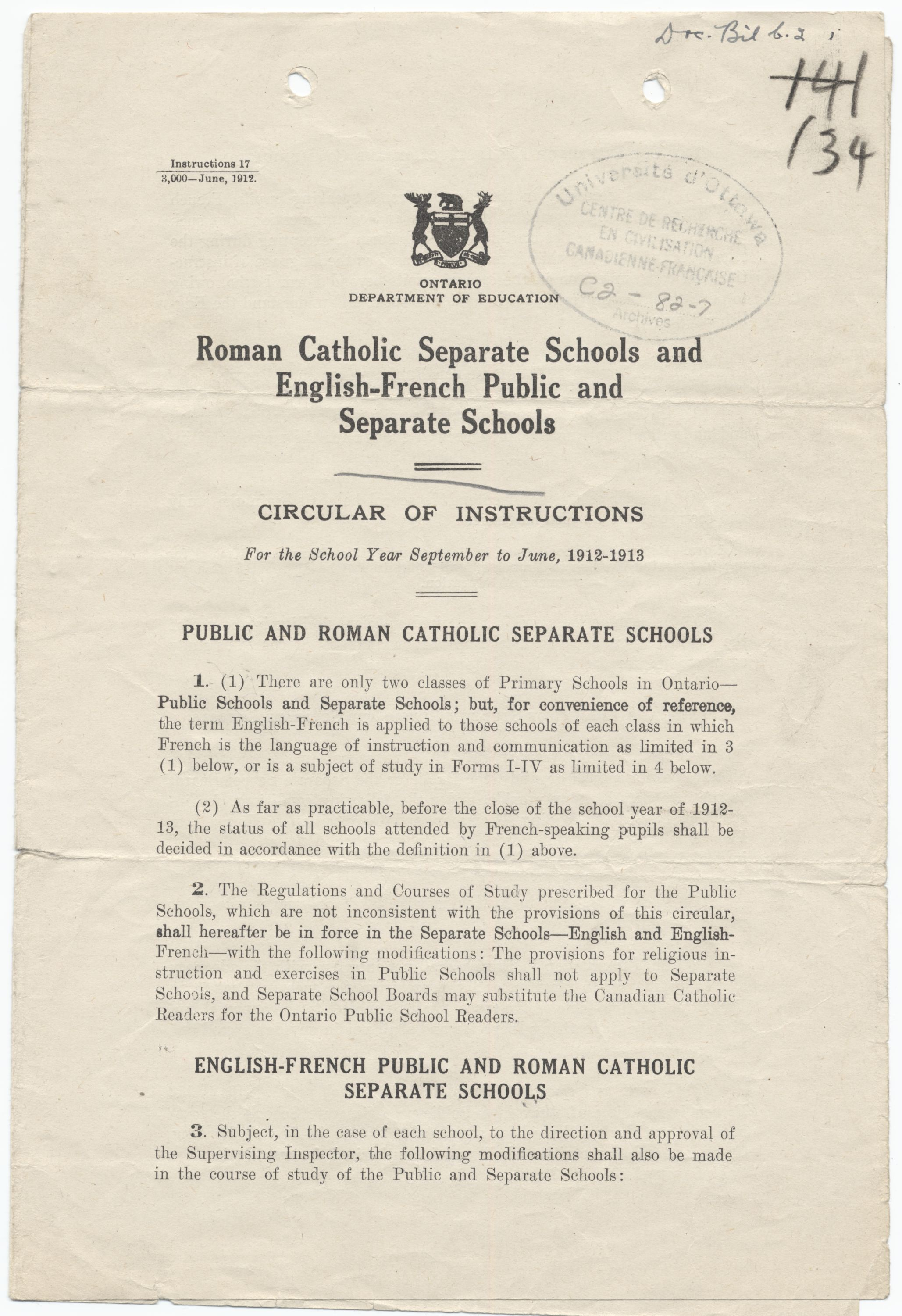
Première page du règlement 17.

Le règlement 17 est un règlement du ministère de l'Éducation de l'Ontario, adopté en 1912 par le gouvernement conservateur du premier ministre Sir James P. Whitney. Le règlement interdit l'usage du français « comme langue d'enseignement et de communication » dans les écoles bilingues des réseaux publics et séparés.

## Histoire
La mesure est vivement combattue par les Canadiens français, qu'ils habitent au Canada ou aux États-Unis. Le journaliste québécois Henri Bourassa dénonce les visées de ceux qu'il appelle « les Prussiens de l'Ontario ».
En 1910, les Franco-Ontariens, devenus alors plus nombreux, fondent l'Association canadienne-française d'éducation de l'Ontario afin de promouvoir les intérêts du français. Ils se heurtent à l'opposition de l'Ordre d'Orange qui réclame l'enseignement « en anglais seulement », et à celle des catholiques irlandais dirigés par l'évêque Michael Francis Fallon de London. Ce dernier est le chef des Irlandais catholiques de l'Ontario qui s'efforcent de remettre les Franco-Ontariens « à leur place », c'est-à-dire d'empêcher l'autorisation de l'éducation bilingue.
L'institution scolaire pontissoise, gérée majoritairement par des commissaires irlandais, refuse d'offrir un enseignement français à la hauteur du poids démographique des francophones, allant même jusqu'à appliquer dans ses écoles le règlement 17 ontarien dans le Pontiac québécois.

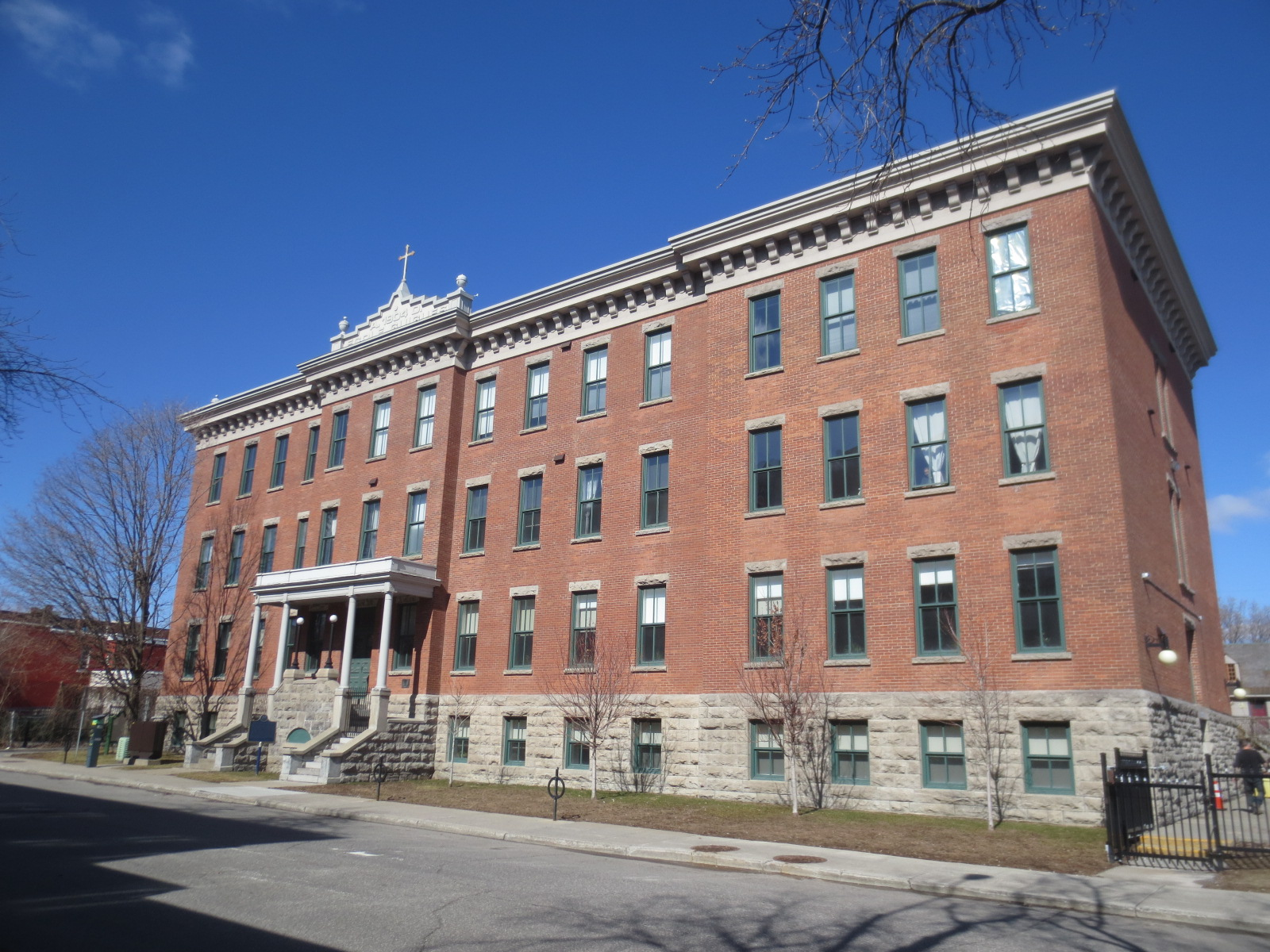
L'École Guigues en 2020, édifice patrimonial transformé en centre communautaire et résidence pour aînés depuis le 30 mai 1997.

Les Franco-Ontariens se sont vigoureusement opposés à cette politique visant à noyer les canadiens-français en leur interdisant de s'instruire dans leur langue, particulièrement dans la capitale fédérale Ottawa, où l'École Guigues était au centre d'une controverse. En 1915, le gouvernement provincial de Sir William Hearst a remplacé la commission scolaire d'Ottawa par une commission nommée par le gouvernement. Après plusieurs années de résistance, la directive n'avait jamais pu être totalement appliquée. Même avec l'entrée en vigueur du règlement 18 qui menaçait tout enseignant réfractaire de licenciement et prévoyait des sanctions pour les familles récalcitrantes.
Lors de la bataille des épingles à chapeaux le 7 janvier 1916, 70 femmes se dressent face aux autorités policières pour que les enseignantes de l'école Guigues à Ottawa continuent d’éduquer les élèves en français, et ce de manière illégale.
La mise en place de la Commission Scott-Merchant-Côté permit de sortir de cette crise scolaire. Le règlement a par la suite été abrogé en 1927 par le gouvernement de Howard Ferguson. Ce dernier était lui-même un opposant au bilinguisme, mais a abrogé cette loi parce qu'il avait besoin de former une alliance avec le Premier ministre du Québec de l'époque, Louis-Alexandre Taschereau, contre le gouvernement fédéral. À contrecœur, le gouvernement conservateur a reconnu les écoles bilingues.
Il faudra attendre jusqu'en 1944 avant que l'Ontario abolisse le règlement 17, ce qui fait que plusieurs générations de franco-ontariens ont été assimilées à l'anglais.
Le règlement 17 a détérioré les relations entre l'Ontario et le Québec pendant de nombreuses années et celui-ci est toujours un événement sombre dans la mémoire collective des Franco-Ontariens d'aujourd'hui.

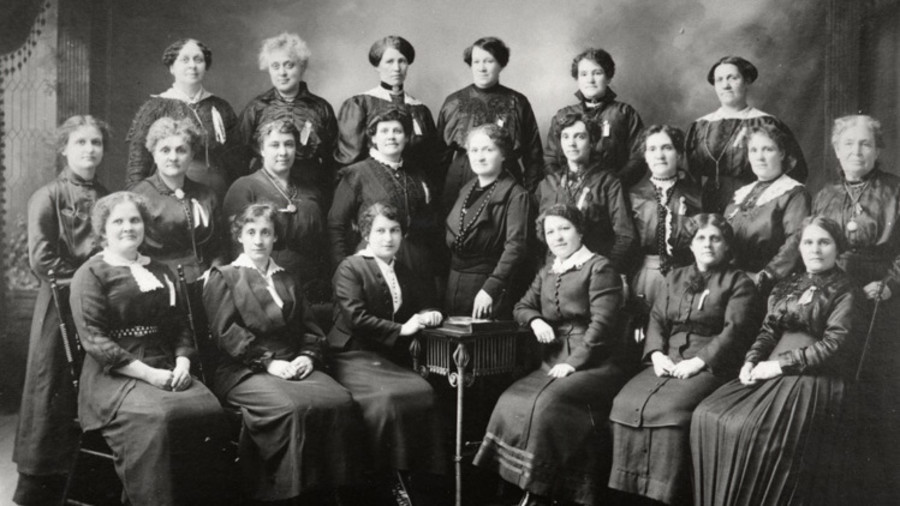
Les sœurs Desloges et les gardiennes de l'École Guigues d'Ottawa en 1916.
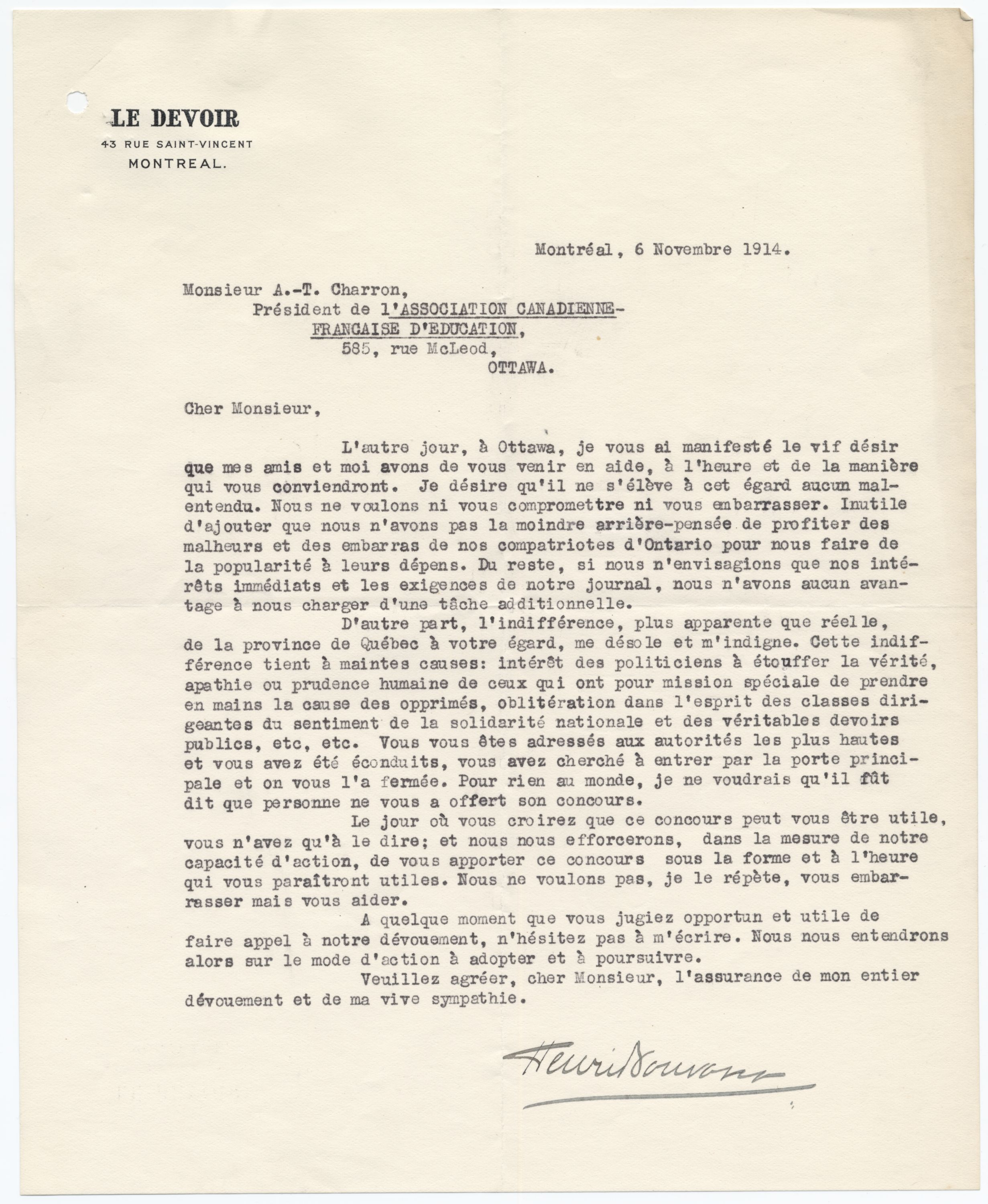
Lettre d'appui d'Henri Bourassa à l'A.-T. Charron.
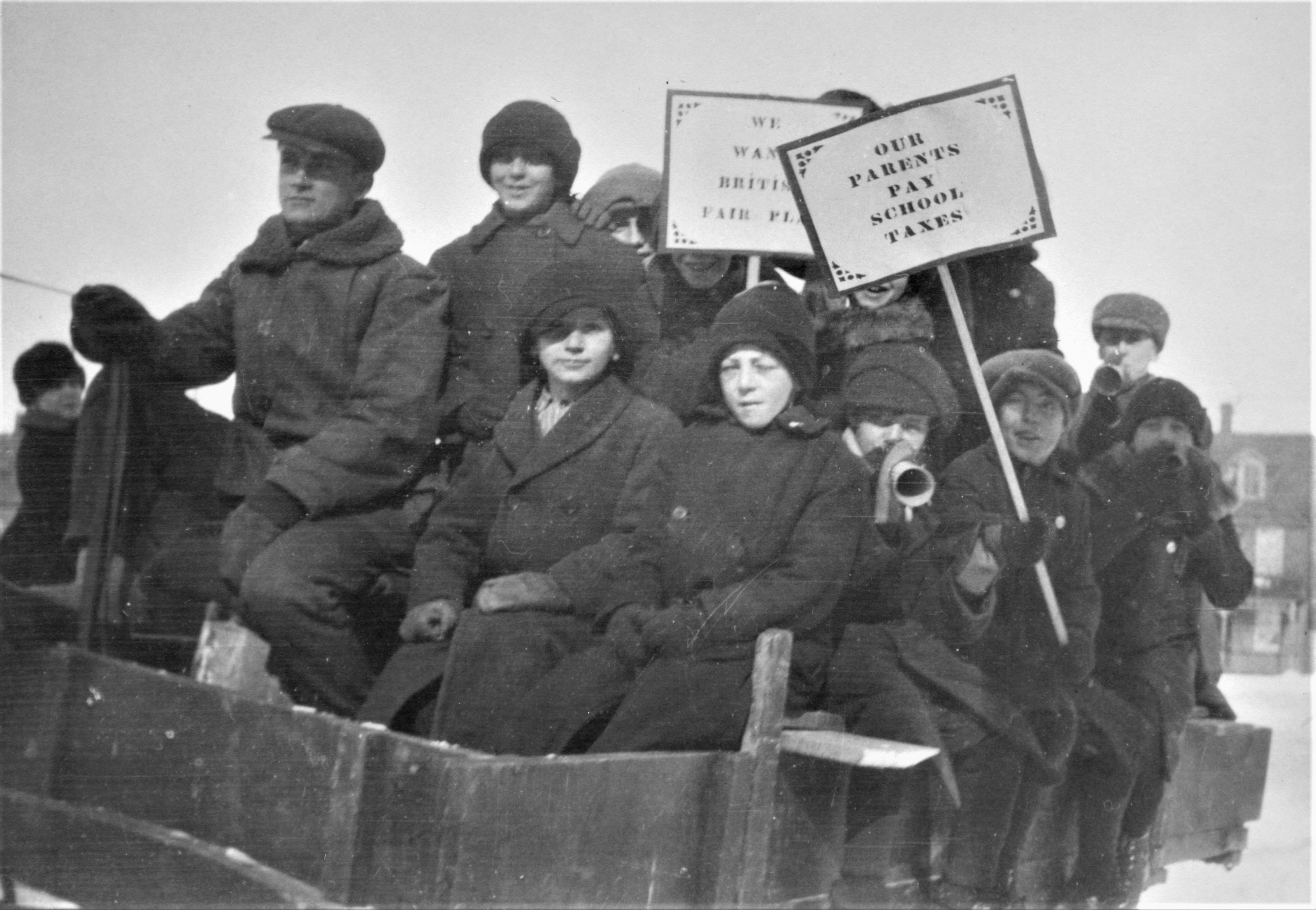
Manifestation d'écoliers dans les rues d'Ottawa, en février 1916.